# Brody Jenner

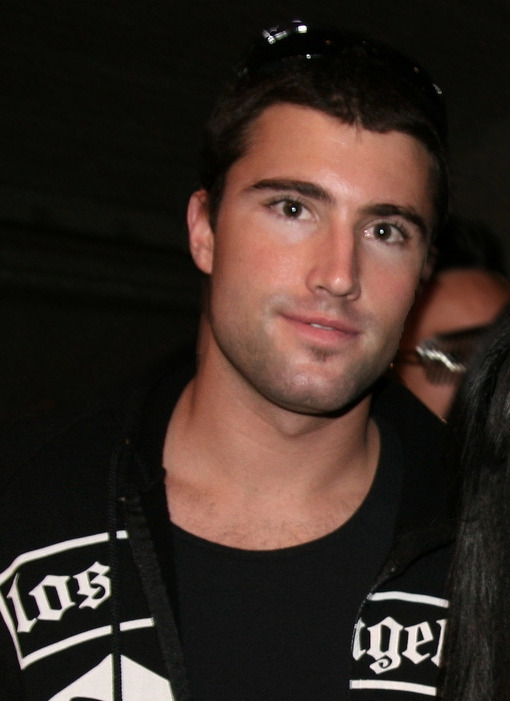
Brody Jenner (2008)

Sam Brody Jenner (* 21. August 1983 in Los Angeles, Kalifornien, USA) ist ein US-amerikanischer Reality-TV-Darsteller und Model. Bekannt wurde er vor allem durch seine Rolle in der Reality-TV-Serie The Hills auf MTV.

## Leben
Brody Jenner wurde in Los Angeles geboren und wuchs dort auch auf. Seine Eltern sind Linda Thompson, eine Schauspielerin und Songschreiberin, und Caitlyn Jenner, eine damals noch männliche Olympiasiegerin und heutige Schauspielerin. Seine Kindheit verbrachte er unter anderem mit Nicole Richie. Jenner hat einen Bruder, vier Halbgeschwister und vier Stiefgeschwister. Eine seiner Stiefschwestern ist Kim Kardashian.
Im Frühjahr 2005 wurde die Öffentlichkeit erstmals auf ihn aufmerksam, als er mit Kristin Cavallari, einem Reality-Starlet, zusammenkam. Im Juli 2005 startete dann eine Reality-Show, in welcher er neben seinem Bruder Brandon Jenner und Spencer Pratt die Hauptrollen hatte, genannt „The Princes of Malibu“. In der Show ging es darum, dass sich die drei vom schönen und angenehmen Leben abwenden sollen, um endlich einen Job zu finden. Die Sendung wurde schon nach nur zwei Folgen abgesetzt.
Im Jahr 2006 war er kurze Zeit mit Nicole Richie liiert. Ein Jahr später, 2007, wurde er Darsteller in der MTV-Hitserie The Hills. Sie ist bis heute die meistgesehene Serie, die MTV je hatte. In der Serie erfährt der Zuschauer unter anderem, dass er gut mit Lauren Conrad, der Hauptdarstellerin befreundet ist und eine Beziehung zu Jayde Nicole, Playmate des Jahres 2008, hat. Im Jahr 2008 wurde er für den Teen Choice Award, in der Kategorie „Choice TV Male Reality/Variety Star“ (dt.: Bester Reality-Darsteller), nominiert.
Jenner bekam noch im selben Jahr seine eigene Fernsehshow, in welcher es darum ging, einen Freund fürs Leben zu finden, genannt „Bromance“. Erstmals war er nicht nur Darsteller, sondern produzierte die Sendung auch mit. All die Jahre hindurch modelte er nebenbei unter anderem für Guess, OP und Cosmogirl.
Jenner war von März 2010 bis Januar 2012 mit der Sängerin Avril Lavigne liiert.

## Filmografie
- 2005: The Princes of Malibu (Hauptdarsteller).
- 2007: Keeping Up with the Kardashians (Gastauftritt)
- 2007–2010: The Hills (Nebendarsteller)
- 2008–2009: Bromance (Hauptdarsteller und Produzent)[3]